# Doenjang jjigae
El doenjang jjigae es una variedad de jjigae o estofado coreano, hecho con doenjang (pasta de soja fermentada) e ingredientes disponibles, como verdura, setas, marisco o dubu (tofu). Está considerado uno de los platos representativos de los plebeyos coreanos.